# Jill Bartlett
 (décembre 2019).
Pour les articles homonymes, voir Balk.
Jilly Bartlett est une actrice américaine.

## Biographie
Elle a grandi dans l'Indiana. Jeune elle s'installe à Chicago, puis à Los Angeles.

## Filmographie
- 2005 : Guilty or Innocent? : Susan LaFerte
- 2006 : Lovespring International : Felicia
- 2007 : Las Vegas : Angie
- 2007 : American Body Shop : Denise
- 2007 : The Frequency of Claire : Bobby
- 2008 : Frank TV : Various
- 2009 : I Love You, Man : Sydney
- 2009 : Rise and Fall of Tuck Johnson : Misty Loins
- 2010 : Svetlana : La juge
- 2010 : Lopez Tonight : Tammy Stein
- 2010 : Demoted : Tina
- 2011 : Let's Do This! : Anitra
- 2012 : How to Cheat on Your Wife : Tori
- 2012 : Janeane from Des Moines : Anne
- 2013 : Chosen : Mara
- 2013 : American Dad! : Rita
- 2013 : The Pete Holmes Show : Jill
- 2014 : Play Nice : Lou
- 2015 : Sin City Saints : Sapphire
- 2016 : Prosperity Lane : Emily Blakely
- 2016 : One Mississippi (en) : Jessy
- 2016 : Chunk & Bean : Susan
- 2017 : Garlic & Gunpowder : Bianca
- 2019 : Life in Pieces : Sasha
- 2019 : Amphibia : Maddie